# Аггеев, Сергей Петрович
Серге́й Петро́вич Агге́ев (1898, с. Лутово, Тульская губерния — 22 ноября 1937) — советский партийный и государственный деятель .

## Биография

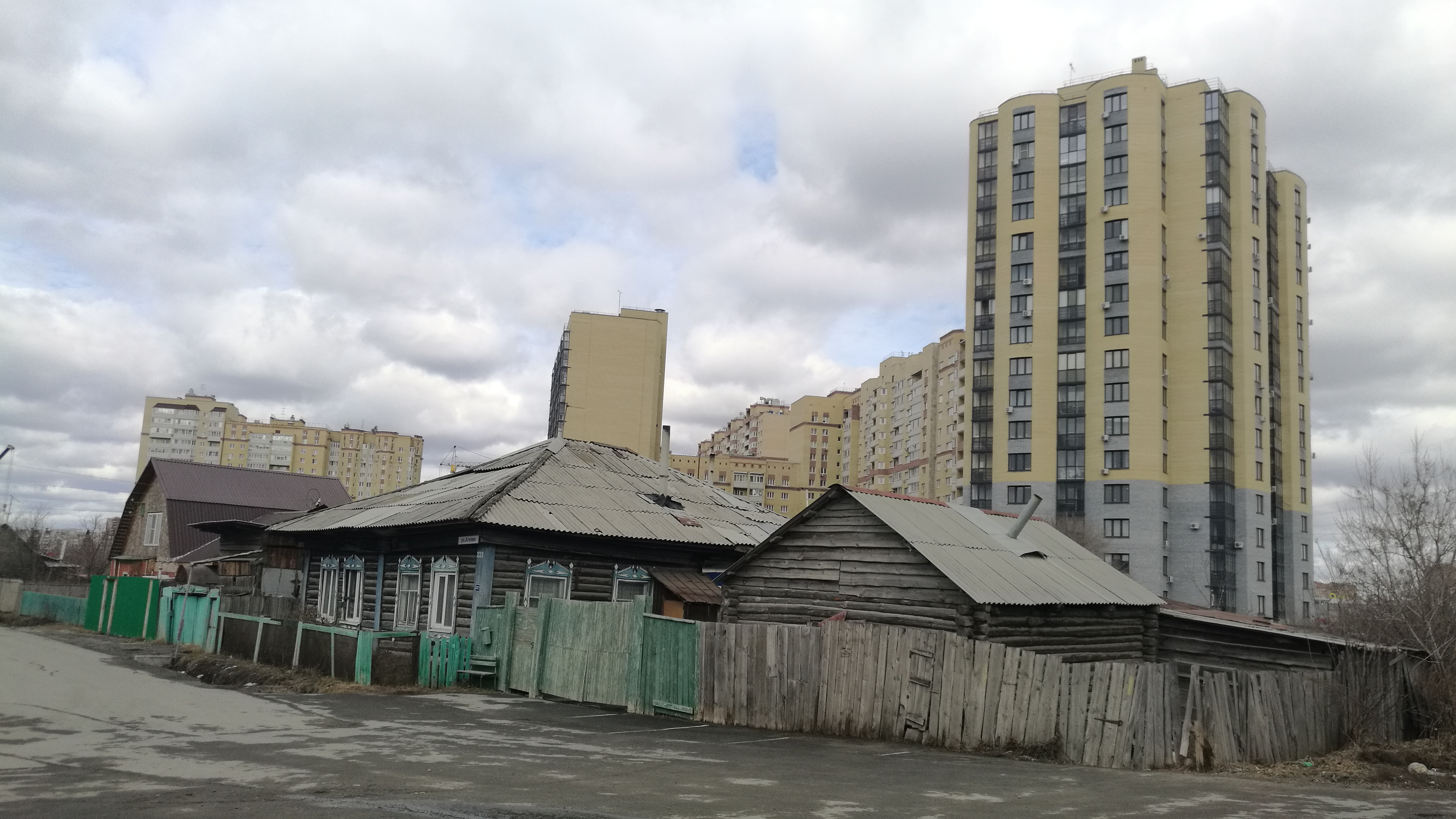
Улица Агеева в Тюмени, 2024 год.

Окончил два класса в сельской школе. В 1918 вступил в РКП(б). Летом 1918 года стал одним из создателей губернской газеты «Коммунар» и первым её редактором. С ноября 1918 года работал председателем Ефремовского уездного исполкома. С 5 декабря 1918 по июль 1919 года возглавлял Ефремовский уездный комитета РКП(б). В это же время работал редактором уездной газеты «Коммуна».
В июле 1919 года по партийной мобилизации был направлен на Восточный фронт. После освобождения Тюмени от Сибирской армии с 8 августа 1919 работал в губернском революционном комитет. Позже Аггеева назначили председателем Ялуторовского уездного комитета РКП(б) и председателем Ялуторовского уездного революционного комитета.
В 1920—1921 годах Сергей Петрович работал ответственным секретарём Тюменского губкома РКП(б).

В кровавых событиях 1921 г. прежде всего, повинен Тюменский губернский партийный комитет. Повинен лично ответственный секретарь губкома С. П. Аггеев. Отчаянный кавалерист-рубака, лихой командир продотряда, 23-летний Аггеев, вознесённый на пост первого секретаря губкома, остался прежним продотрядовцем-кавалеристом, который умел рубить, стрелять, выкручивать «кулакам» руки, но ни наблюдать, ни думать не хотел и не умел. Подогреваемый, подстегиваемый ленинскими директивами, декретами, телеграммами, Аггеев из кожи лез, чтобы доказать «своё усердье и проворье» — отнять хлеб у сытых сибиряков, перешибить хребет, согнуть в поклоне сибирского мужика. О начавшемся восстании он не докладывал Кремлю до тех пор, пока бунтарское пламя не охватило всю губернию, и можно было, наконец, пустить в дело регулярные войска, залить крестьянской кровью бескрайние снега.— Лагунов К. Я. Двадцать первый : очерк (цит. по:)
Крестьянское восстание, вызванного продразвёрсткой зерна, подавленное частями Красной Армии под руководством С. В. Мрачковского.
1921—1922 ответственный секретарь Воронежского губернского комитета РКП(б).
1923—1925 председатель Исполкома Воронежского губернского совета.
1925—1926 народный комиссар внутренней торговли РСФСР,
1926 — ? заместитель председателя правления Центрального союза потребительских обществ СССР (Центросоюз).
1930—1932 зав. отделом, заместитель председателя Исполкома Московского областного совета.
1932—1936 председатель Исполкома Ивановского промышленного областного совета.
26 января—10 февраля 1934 года делегат XVII съезда ВКП(б)
1936—1937 председатель Ивановского облисполкома.
Избирался делегатом IX, XI, XIV и XVII съездов РКП(б) и ВКП(б), республиканских и союзных съездов Советов, начиная с 1920 года. В 1922—1924 гг. — член Всероссийского центрального исполнительного комитета. В 1930-е годы — член Президиума ЦИК СССР. Работал в Комиссии по подготовке проекта первой Советской Конституции. Арестован 15 июля 1937 года. Расстрелян 22 ноября 1937 г.

## Память
Именем С. П. Аггеева названы улицы в Тюмени, Ялуторовске.